# Ореске (Михаловце)
Ореске (слч. Oreské) насељено је мјесто са административним статусом сеоске општине (слч. obec) у округу Михаловце, у Кошичком крају, Словачка Република.

## Становништво
| Година:    | 1994. | 2004.   | 2014.   | 2024.   |
| ---------- | ----- | ------- | ------- | ------- |
| Број људи: | 525   | 495     | 481     | 474     |
| Разлика:   |       | -5,71 % | -2,82 % | -1,45 % |

| Година:    | 2023. | 2024.   |
| ---------- | ----- | ------- |
| Број људи: | 480   | 474     |
| Разлика:   |       | -1,25 % |

Према подацима о броју становника из 2024. године насеље је имало 474 становника.